# Abel Leblanc (peintre)
Pour les articles homonymes, voir Leblanc et Abel Leblanc (homonymie).
Abel Leblanc, né le 21 novembre 1919 à Roubaix et mort le 11 août 2019 à Roubaix, est un peintre, sculpteur, chansonnier et poète français.
Sa peinture fait partie du courant impressionniste.

## Biographie
Abel Leblanc est né au sein d’une famille d'enseignants. Son grand-père, son père Albert, sa mère Jeanne Duhamel, sont instituteurs. Ses frères René et Robert et sa sœur Jeanne sont également enseignants. Son épouse Gisèle, rencontrée à 16 ans lors du mariage de son frère Robert, est originaire de Loches-sur-Ource. Il a eu trois enfants dont un premier fils Bernard, une fille Nadine et un deuxième fils prénommé Olivier .
Abel Leblanc est instituteur en 1938. Il crée sa propre technique d'apprentissage de la lecture. Il apprend à dessiner, peindre et sculpter, en prenant quelques leçons aux Beaux-Arts et en maniant en autodidacte le crayon et le pinceau. Quelques années après, il devint professeur de dessin au lycée Faidherbe de Lille, puis au lycée Turgot de Roubaix.
Il est Président d’honneur des « Artistes Roubaisiens », société qui existe depuis 1945.
Abel Leblanc a passé l'essentiel de sa vie à Roubaix. Il est inhumé au cimetière de Loches-sur-Ource.

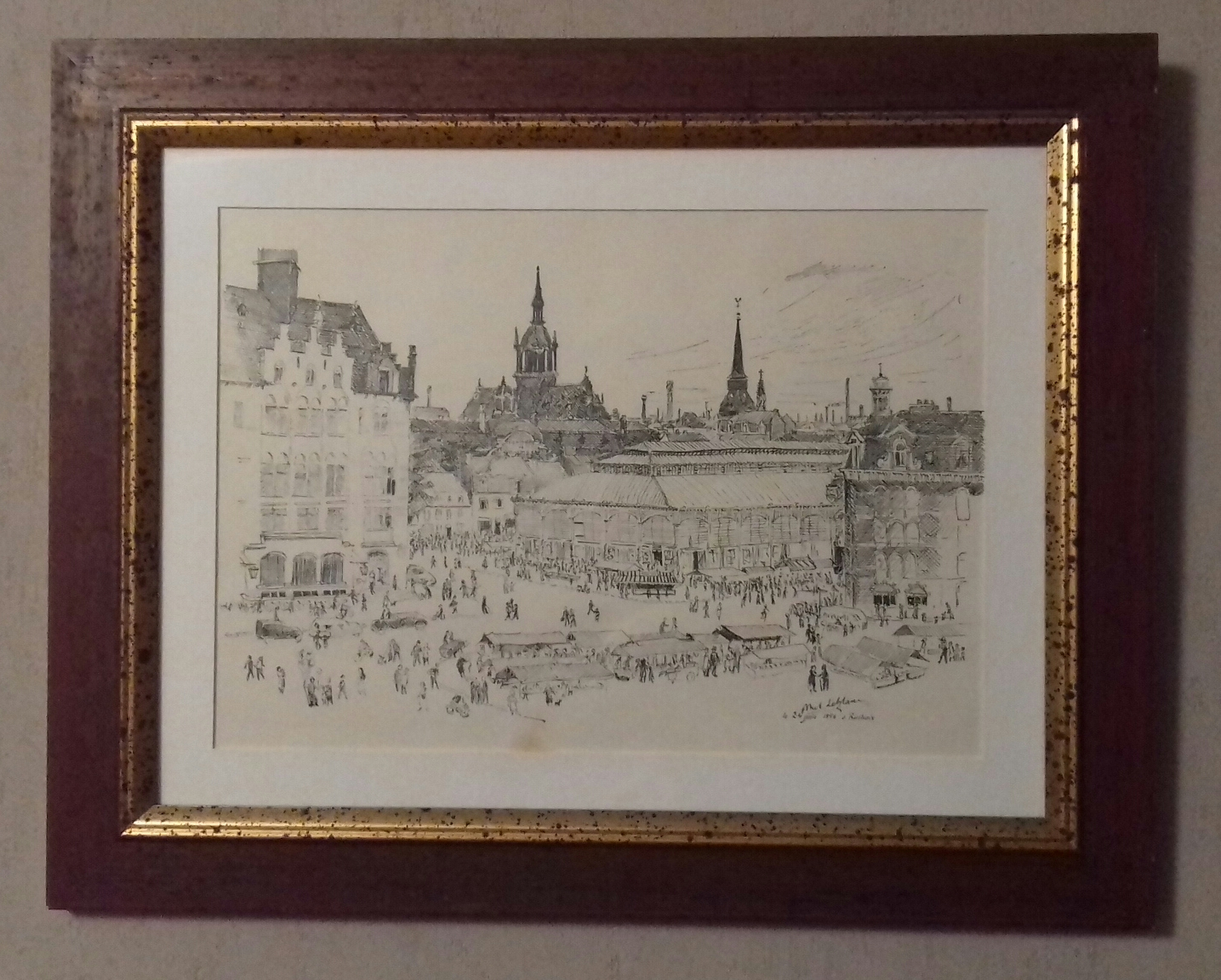
Le 24 juin 1956 à Roubaix, lithographie d'Abel Leblanc.

## Œuvres
Abel Leblanc a travaillé sur un demi-millier de tableaux, dessins et photos. Sa  peinture, à l'huile sur toile de lin, fait partie du courant  impressionniste. Il peint depuis 1938 et n'a jamais cessé depuis.

### Peintures
- En attendant Bernard, 1944
- Le petit village, 1949
- Confidences, 1949
- Nu, 1950
- Nadine à la couture, 1959
- Les enfants qui s'aiment, 1960
- Le pont de la vigne à Roubaix, 1960
- Roubaix, l'usine à gaz, 1965
- Abel, 1972
- Gisèle, 1974
- Amour maternel, 1976
- La peinture qui chante, autoportrait, 1986
- Lionel au pain, 1989
- Rythme, couleur et plénitude, 1991
- Accueil, Roses trémières, 1993
- La place de l’hôtel de ville de Roubaix, 1999
- La famille, 2000
- Le feu de la Saint-Jean, 2008
- Marine, 2008

#### Autres
- Le 24 juin 1956 à Roubaix, 1956
- Les halles de Roubaix, zincogravure, 1956

## Expositions
- Galerie Bernheim de Paris, 1967
- Mairie de Wasquehal, 2011
- Invité d'honneur de la Week'Art de Wasquehal 2019[9]